# Irene Royo
María Irene Royo Ortín (Tudela, 2 de julio de 1971) es una economista y política española que ejerce el cargo de concejal en el ayuntamiento de su localidad natal, Tudela, y parlamentaria en el parlamento foral como representante del Partido Popular de Navarra.

## Biografía
Irene Royo nació en la localidad ribera de Tudela, entonces parte de la provincia de Navarra, el 2 de julio de 1971. Se licenció en Economía por la Universidad de Zaragoza en 1994. Más tarde se convirtió en interventora del ayuntamiento de la localidad riojana de Calahorra desde 2016 hasta 2023.

## Trayectoria política
En 2011 se presentó cuarta en las listas municipales del Partido Popular de Navarra al ayuntamiento de Tudela para las elecciones locales de aquel año. En estos comicios, el PPN obtuvo 4 concejalías, 1 de ellas ocupada por Irene Royo que pasó a ocupar la concejalía de Hacienda.
Para las municipales de 2015, Irene Royo volvió a presentarse en la lista municipal del PPN ocupando el primer lugar de la misma y siendo por tanto candidata a la alcaldía. Con los resultados escrutados, el PPN consiguió la mitad de concejalías que las anteriores elecciones, pero eso bastó para que Royo fuese elegida. tras estos comicios, el órgano municipal de gobierno pasó del acuerdo entre UPN y PPN a una alcaldía liderada por Izquierda-Ezquerra apoyada por Tudela Puede (TD PD) y Candidatura de Unidad Popular (CUP), teniendo entre las tres formaciones 11 de los 21 concejales en juego. Irene Royo fue la portavoz del PPN en el ayuntamiento durante este periodo.
Antes de las municipales de 2019, UPN y PPN, junto a la sección territorial de Ciudadanos en Navarra, formaron la coalición política Navarra Suma (NA+). Irene Royo se presentó en las listas de NA+ a la alcaldía de Tudela para esos comicios en la carta posición de la lista, tras los cuales volvió a ser concejala y recuperó la concejalía de Hacienda como ya tuvo en el periodo 2011-2015.
Antes de las elecciones de 2023, Navarra Suma se disolvió y el PPN volvió a presentarse por su propia cuenta en los comicios que se esperaban ese año. La primera cita fueron las elecciones forales del 28 de mayo y las municipales de la misma fecha. En esta ocasión, Irene Royo fue la candidata a alcaldesa al ocupar el primer lugar en listas. Tras las elecciones, UPN consiguió el mismo número de concejales en solitario que los que tuvo NA+ en 2019, pero el PPN consiguió un concejal también, por lo que Irene Royo consiguió la concejalía. A su vez, Royo había ocupado el segundo lugar en la lista de candidatos del PPN al Parlamento foral. El PPN obtuvo tres diputados en las elecciones, por lo que Irene Royo consiguió un acta de diputada foral junto a Javier García Jiménez y María Isabel «Maribel» García Malo.
Forma parte del comité directivo del Partido Popular de Navarra como responsable de Organización, Política Local y Acción Municipal.